# Brahim Nekkach
Brahim Nekkach (sinh ngày 15 tháng 2 năm 1982) là một cầu thủ bóng đá người Maroc hiện tại thi đấu cho đội bóng tại Botola Wydad Casablanca ở vị trí tiền vệ. Anh cũng có 8 lần ra sân cho Maroc và làm đội trưởng.

## Danh hiệu
Wydad Casablanca
- Botola
  - Vô địch: 2015
  - Vô địch  2017

DHJ
- Coupe du Trône
  - Vô địch: 2013